# José Sócrates
José Sócrates Carvalho Pinto de Sousa (wym. [ʒuˈzɛ ˈsɔkɾɐtɨʃ]; ur. 6 września 1957 w Vilar de Maçada) – portugalski polityk i inżynier, poseł do Zgromadzenia Republiki, minister, w latach 2004–2011 sekretarz generalny Partii Socjalistycznej, w latach 2005–2011 premier dwóch rządów konstytucyjnych (XVII i XVIII).

## Życiorys
Urodził się w dystrykcie Vila Real w rodzinie należącej do klasy średniej. Był wychowywany przez ojca, z zawodu architekta. Z wykształcenia inżynier ze specjalizacją w inżynierii sanitarnej, absolwent Instituto Superior de Engenharia de Coimbra. Kształcił się także w dziedzinie zarządzania (MBA). Podjął również niekończone studia prawnicze na prywatnym Universidade Lusíada. W latach 80. pracował w zawodzie projektanta w urzędzie miejskim Covilhã, z uwagi na zaniedbania zawodowe był upominany przez organy nadzoru i zagrożony postępowaniem dyscyplinarnym.
W młodości działał w Juventude Social Democrata, młodzieżówce Partii Socjaldemokratycznej. W 1981 wstąpił do Partii Socjalistycznej (PS). Był radnym miejscowości Covilhã. W 1987 został wybrany do Zgromadzenia Republiki V kadencji w okręgu Castelo Branco. Wchodził również w skład parlamentu VI, VII, IX i X kadencji.
W październiku 1995 dołączył do rządu Antónia Guterresa jako sekretarz stanu w ministerstwie środowiska. W listopadzie 1997 awansował na stanowisko ministra delegowanego przy premierze. Zajmował się m.in. sprawami organizacji Euro 2004 w Portugalii. W październiku 1999 w drugim rządzie dotychczasowego premiera został ministrem środowiska. Urząd ten sprawował do kwietnia 2002, od stycznia tegoż roku wykonywał także obowiązki ministra zabezpieczenia społecznego.
Po wyborach w 2002 wygranych przez José Manuela Durão Barroso José Sócrates znalazł się w opozycji. Objął wówczas funkcję wiceprzewodniczącego klubu poselskiego PS, którą pełnił do 2005. 24 września 2004, po rezygnacji Eduarda Ferro Rodrigues ze stanowiska sekretarza generalnego Partii Socjalistycznej, zwyciężył w wyborach na jego następcę, pokonując Manuela Alegre i João Soaresa, zdobywając 80% głosów. W 2006, 2009 i 2011 po raz kolejny był wybierany na sekretarza generalnego socjalistów.
12 marca 2005, po wygranych przez PS wyborach parlamentarnych, objął funkcję premiera większościowego rządu. 26 października 2009 rozpoczął kolejną kadencję, stając na czele rządu mniejszościowego. 23 marca 2011 podał się do dymisji z zajmowanego stanowiska w związku z odrzuceniem przez opozycję rządowego programu gospodarczego opracowanego w związku ze skutkami światowego kryzysu finansowego. Po przegranych przez PS wyborach w 2011 zrezygnował ze stanowiska sekretarza generalnego partii. Odmówił również przyjęcia mandatu posła do Zgromadzenia Republiki.
Objęty następnie postępowaniem karnym w związku z zarzutami korupcji, przestępstw podatkowych i prania brudnych pieniędzy. W listopadzie 2014 został zatrzymany w Lizbonie i następnie tymczasowo aresztowany. We wrześniu 2015 zwolniony i osadzony w areszcie domowym, miesiąc później uchylono również ten środek zapobiegawczy.

## Życie prywatne
Jest rozwiedziony, jego żoną była Sofia Mesquita Carvalho Fava (inżynier ochrony środowiska), ma dwóch synów: José Miguela i Eduarda.